# 竺佛念
竺佛念，又稱佛念。 涼州（今甘肅武威）沙門，晉代著名譯師之一，卒於長安。 慧皎稱“自世高、支謙以後，莫逾於念，在苻、姚二代，為譯人之宗”，盛讚其譯經的功績。

## 生平
早年出家。 前秦建元年間來長安，家世西河，洞曉方語，“華、戎音義，莫不兼解”。
晉簡文帝時（在位僅一年，為苻秦建元八年，即公元372年），沙門曇摩侍（又作曇摩持）誦《十誦比丘戒本》，竺佛念寫梵文，道賢譯傳，慧常筆受。沙門僧純於拘夷國得《比丘尼大戒 》，由竺佛念、曇摩持、慧常於建元十五年（379）共譯出。
苻秦建元十八年（382年），曇摩蜱（Dharmaprīya）出《摩訶鉢羅若波羅蜜經抄》，竺佛念譯傳。又同年，鳩摩羅佛提（Kumāra-buddhi）出《四阿鋡暮抄解》，佛念、佛護為譯。隔年，罽賓律師耶捨誦《鼻奈耶》，佛提寫梵文，佛念譯傳。
建元十九、二十年（383-384）間，罽賓沙門僧伽跋澄等執《婆須蜜菩薩所集論》、 《僧伽羅剎集經》梵本，竺佛念譯出。又曇摩難提誦《中阿含經》、《增壹阿含經》，佛念為譯人。又僧伽提婆誦《阿毘曇八揵度》，佛念譯傳。
弘始元年（399）年僧伽跋澄執梵本，竺佛念宣譯，道嶷筆受，譯出《出曜經》二十卷。
後秦弘始十二年至十五年（413年），佛陀耶舍誦《四分律》、《長阿含經》，佛念譯傳。
他經手的譯作尚有《菩薩瓔珞經》十二卷、《十住斷結經》十卷、《菩薩處胎經》五卷、《中陰經》二卷、《王子法益壞目因緣經》一卷等。